# V&R Planning
V&R Planning es un estudio de cine pornográfico japonés.

## Información
V&R Planning fue fundada en abril de 1986 por Kaoru Adachi, que anteriormente había trabajado en televisión, sobre todo como agente de importación. V&R son las siglas de "Visual and Retail". En esa época se generalizó el uso del VCR en Japón y fue posible ver películas en casa. En esa misma época se fundaron otros estudios audiovisuales japoneses, como h.m.p., CineMagic Co., Crystal-Eizou y Alice Japan. La empresa empezó siendo pequeña, con sólo dos empleados en un apartamento de una habitación en Tokio, e incluso dos años más tarde, cuando Company Matsuo se incorporó a la empresa, sólo era el cuarto empleado. En marzo de 1991, V&R se había trasladado a su propio edificio en el barrio tokiota de Setagaya y la empresa se constituyó en sociedad en mayo de 1991.
En octubre de 1991, el director Yamashita Bakushishi se unió a V&R y comenzó a producir vídeos de violaciones simuladas que provocaron la ira de grupos feministas y censores. V&R Planning se había unido al grupo de censura voluntaria Nihon Ethics of Video Association (NEVA) en mayo de 1986, pero después de que algunos de los vídeos de Bakushishi fueran rechazados por NEVA, V&R se retiró de la organización en marzo de 1993. Bakushishi abandonó la empresa en 1996.
Al igual que otras empresas audiovisuales, V&R ha utilizado Internet para anunciarse y vender sus productos. En 2003, su director general, Machiki Katsumi, calculaba que el 10% de los ingresos de la empresa procedían de Internet y esperaba que se convirtiera en "una parte crucial de este negocio".

### Documentales
V&R Planning no sólo edita material audiovisual: desde el principio, su fundador, Kaoru Adachi, también realizaba documentales. A Adachi le interesaban los vídeos sobre la muerte y V&R distribuyó las versiones japonesas de Faces of Death como Janku o Junk. Hacia 1989, la empresa envió al director Company Matsuo y a un cámara a Brasil para filmar escenas de muerte para la continuación de la serie Junk de V&R. Un documental de 2001 Orozco the Embalmer coproducido por V&R se centraba en un embalsamador colombiano.
La empresa también produjo la trilogía de películas de viajes en bicicleta del director porno Katsuyuki Hirano. La primera, Yumika, sobre un viaje con la AV Idol Yumika Hayashi, se estrenó en 1997, seguida de Encyclopedia of a Drifter en 1998. La serie se completó al año siguiente con Shiro - The White.

### V&R International
V&R International se constituyó como filial en agosto de 2001, con sede en São Paulo (Brasil), para llevar el AV japonés al mercado internacional. Al no estar ubicada en Japón, V&R International puede ofrecer versiones no censuradas de los productos V&R (que no tienen el pixelado en mosaico para ocultar los genitales que exige la legislación japonesa) a países fuera de Asia. En Estados Unidos, sus productos se comercializan a través del sello Oriental Dream.
En enero de 2009, V&R International inauguró el sitio web CRAZY JAPAN con el lema "Lo mejor del hentai japonés al alcance de tu mano". El sitio ofrece vídeos en streaming de pago por visión (PPV) de "porno japonés extremo", incluyendo "amateur, scat, sadomasoquismo, gay, así como el singular fenómeno japonés chikan, el acto de manosear a chicas jóvenes en trenes y autobuses abarrotados".

### V&R Products
V&R Products fue creada como filial de V&R Planning en agosto de 2004 por un grupo de directores del estudio saliente: Shingo Takemoto, Temple Suwa, Taro Kanbe y Uzumaki Sasaki, quienes querían más libertad de expresión y la posibilidad de seguir un rumbo menos extremo que los géneros habituales de V&R Planning. Shingo Takemoto era el presidente de la nueva empresa, que distribuía sus productos a través del conglomerado porno Soft On Demand. En una reseña de uno de sus vídeos en 2006, el estudio fue descrito como otro productor audiovisual que hacía "vídeos de género extraños y divertidos como Soft On Demand".
Pero en 2007, cuando V&R Products pidió la independencia total, la empresa matriz se opuso y Takemoto y el resto del personal original fueron despedidos. Takemoto y los demás fundaron Rocket, una nueva empresa audiovisual. El nuevo director de V&R Products pasó a ser Kaoru Yoshikawa.

## Organización

### Sellos
Algunos de los sellos en los que queda organizado V&R Planning son:
- Noah Select
- Noah Select Special
- Virgin
- Vogue
- Pandore
- Desire
- Ume Gold
- Cell
- MAD Video

### Actrices
Algunas AV Idols del porno japonés que han actuado para el estudio han sido:
- Kyōko Aizome
- Yumika Hayashi
- Mariko Kawana
- Hitomi Kobayashi
- Yuri Komuro
- Reiko Miyazaki
- Anna Ohura
- Nao Saejima
- Maria Yumeno